# قشلاق أجي أشمة بابور (مقاطعة بيله سوار)
قشلاق أجي أشمة بابور (بالفارسية: قشلاق اجی اشمه پاپور) هي منطقة سكنية تقع في إيران في أردبيل. يقدر عدد سكانها بـ 13 نسمة .